# Kovalivka, raionul Poltava, regiunea Poltava
Kovalivka (în ucraineană Ковалівка) este localitatea de reședință a comunei Kovalivka din raionul Poltava, regiunea Poltava, Ucraina.

## Demografie
Componența lingvistică a localității Kovalivka
     Ucraineană (95,36%)
     Rusă (3,75%)
     Alte limbi (0,05%)
Conform recensământului din 2001, majoritatea populației localității Kovalivka era vorbitoare de ucraineană (95,36%), existând în minoritate și vorbitori de rusă (3,75%).